# Христиане-азербайджанцы
Христиане-азербайджанцы (азерб. Xristian azərbaycanlılar, лат. Christianus Azerbaijanis) — лица азербайджанского этнического происхождения, принявшие христианство.

## История
Христианство на территории современного Азербайджана зародилось ещё в период существования Кавказской Албании, где благодаря миссионерской деятельности ранних христианских проповедников возникли первые церковные общины. Согласно ряду исследователей, удины являются прямыми потомками албанской ветви христианства и сохраняют в своём богослужении элементы древнеалбанского обряда.
В период Российской империи (XIX – начало XX века) христианские общины в регионе пополнились за счёт приезжих русских и грузин; тогда же появились православные храмы в крупных городах, включая Баку и Гянджу. В советское время религиозные институты всех конфессий подвергались давлению, хотя православные, протестантские и иные христианские группы продолжали существовать в условиях государственного атеизма.
После обретения независимости в 1991 году в Азербайджане возросла свобода вероисповедания, и местные христианские объединения прошли процесс регистрации в Государственном комитете по работе с религиозными организациями Азербайджанской Республики. Многие приходы официально оформили свою деятельность, начали строить или восстанавливать церкви и молитвенные дома. В результате в стране сформировалось многообразие христианских общин, в числе которых имеются и этнические азербайджанцы, принявшие христианство и идентифицирующие себя как христиане-азербайджанцы.
Христиане-азербайджанцы, проживающие в Азербайджанской Республике, составляют около 5 тысяч человек, большинство из которых недавно сменили свою веру. Важную роль в процессе обращения играли западные религиозные организации, благодаря которым азербайджанцы примкнули к различным евангелическим христианским конфессиям. В 2012 году католик Владимир Фекете заявил, что некоторые азербайджанцы, родившиеся от смешанных браков разных этнических групп, приняли католическую веру. В 2022 году в Соборе Святых Жен-Мироносиц в Баку впервые прозвучала христианская молитва на азербайджанском языке.
В последние годы некоторые иранские азербайджанцы начали принимать христианство, однако это запрещено в Иране, и за это можно попасть в тюрьму.

## Культура

### Отношение к христианству в азербайджанской культуре
Основными движущими силами ранних традиций азербайджанских тюрок были шиитские идеологии и суфийское учение хуруфизма. Хуруфизм, лежащий в основе поэтических образов, сочетал в себе элементы суфизма, шиизма, иудаизма, христианства, зороастризма и гностицизма. Эти идеи переплетались в традициях азербайджанских тюрок, особенно достигнув высшей точки в литературе Шаха Исмаила Хатаи.
Тема любви между азербайджанцем и христианином нашла отражение в азербайджанской литературе. К примеру, XVI век представлен эпосом «Асли и Керем», а XIX–XX века — произведениями «Бахадур и Сона», «Али и Нино». По роману Эльчина «Махмуд и Мариам» был снят одноименный фильм.
Грузинский ашуг Саят-Нова в своих стихах на азербайджанском языке с гордостью заявлял о своей христианской идентичности. В этих произведениях он писал о мученической смерти Иоанна Крестителя и божественности Иисуса. Влияние Евангелий заметно в его поэзии на азербайджанском языке. Другим примером роли азербайджанского языка является деятельность лютеранского миссионера Карла Готтлиба Пфандера, который, находясь в Шуше, быстро освоил этот язык.
Традиции кистин, проживающих в Грузии, сочетают в себе азербайджанские шиитские обычаи и грузинское христианство. Это подтверждается сходством их надгробий с памятниками в азербайджанской Аллее Шахидов.

### Нетрадиционные христианские общины
В Азербайджане адвентисты, баптисты и лютеране совершают богослужения по воскресеньям в двух отдельных группах — русскоязычных и азербайджаноязычных. Между этими группами практически нет связей, либо они минимальны, так как группы объединяют людей из разных социальных категорий. Русскоязычная группа состоит преимущественно из лиц со смешанным этническим происхождением или славян, а азербайджаноязычная — из этнических азербайджанцев. Турецкий язык также играет роль в проповеди христианства.
Особенностью нетрадиционных христианских общин Азербайджана является их «локализация» через азербайджанский национализм. Представители азербайджанской христианской общины активно сохраняют связь с национальной идентичностью, подчеркивая важность государственной принадлежности и чувство сопричастности. Среди христиан-азербайджанцев присутствует «повседневный национализм», который выражается в культурных призывах «быть азербайджанцем» и «действовать как азербайджанец», а также в соблюдении социальных и гендерных ролей, которые считаются приемлемыми.
Христианские ценности, связанные с семейной поддержкой, взаимопомощью и солидарностью, воспринимаются как соответствующие азербайджанскому образу жизни. Такие элементы, как отказ от алкоголя и курения, запрет на грубую лексику и внебрачные отношения, также ассоциируются с мусульманскими нормами. Таким образом, смена веры включает в себя поиск творческих способов подтверждения личного выбора и создание нарратива, который отражает чувство принадлежности через формирование гибридной идентичности.
В церквях, относящихся к нетрадиционным христианским общинам Азербайджана, объединяются религиозные и национальные символы. Азербайджанский флаг используется местными христианами в качестве эмблемы. Также отмечаются национальные светские праздники Азербайджана. Например, в День флага азербайджанский флаг помещается в центре церкви, исполняются азербайджанские песни и танцы. В одной из церквей была совершена молитва за Карабах и его возвращение, что вызвало недовольство армян, держащих Карабах в оккупации, после публикации видео в интернете.

## Известные личности

### Принявшие христианство лично
- Мирза Казым бек - Принял христианство в 1823 году, за что был избит своим отцом[30].
- Банин - Приняла католическую веру[31].
- Уджал Хагвердиев - В 1987 году стал православным христианином, крестившись под именем Петр[32].
- Онегин Гаджигасымов - Принял православие в 1985 году и в 1988 году в монастыре Оптина Пустынь Московской области получил имя иеросхимонаха Симона[33].
- Бехбуд Мустафаев - Первый азербайджанец, ставший католическим священником в истории Римско-католической церкви[34][35].
- Тамила Аббасова - Наполовину азербайджанка, наполовину русская. Баптистка[36].
- Александр Самедов - Отец азербайджанец, мать русская. Христианин[37].